# 岩手県道197号田原折居線
岩手県道197号田原折居線（いわてけんどう197ごう たはらおりいせん）は、岩手県奥州市を通る一般県道である。

## 概要

### 路線データ
- 起点：奥州市江刺田原字大平（国道456号・岩手県道262号沖田田原線交点）
- 終点：奥州市水沢真城字要害（岩手県道175号陸中折居停車場線交点）

## 路線状況

### 重複区間
- 国道343号：奥州市水沢黒石町字黒石 - 奥州市水沢姉体町字橋本
- 岩手県道14号一関北上線：奥州市水沢黒石町字黒石 - 奥州市水沢黒石町字鶴城

## 地理

### 通過する自治体
- 奥州市

### 交差する道路
- 国道456号・岩手県道262号沖田田原線
- 国道343号（岩手県道14号一関北上線重複）（奥州市水沢黒石町字黒石）
- 岩手県道14号一関北上線 水沢江刺駅方面（奥州市水沢黒石町字藤橋・国道343号重複区間上）
- 国道343号（奥州市水沢姉体町字橋本）
- 岩手県道175号陸中折居停車場線（終点）

### 沿線の施設など
- JR東日本東北本線 陸中折居駅
- 道の駅みずさわ（国道343号 重複区間）